# Aeroportul Quzhou
Aeroportul Quzhou (IATA: JUZ, ICAO: ZSJU) este un aeroport din Zhejiang, Republica Populară Chineză ce deservește zona Quzhou⁠(d). Aeroportul a fost tranzitat în 2022 de 316.570 de pasageri. A fost numit după zona deservită.
Aeroportul dispune de o singură pistă.